# Wilge
 (mars 2015).
Si vous disposez d'ouvrages ou d'articles de référence ou si vous connaissez des sites web de qualité traitant du thème abordé ici, merci de compléter l'article en donnant les références utiles à sa vérifiabilité et en les liant à la section « Notes et références ».
La Wilge (en afrikaans, Wilgerivier) est un affluent du Vaal dans le centre de l'Afrique du Sud. Cette rivière est importante dans le cadre du Tugela-Vaal Water Transfer Scheme, au sein duquel l'eau du bassin de la Tugela est transférée vers le bassin du Vaal.
La Labeobarbus kimberleyensis (en) est présente dans les eaux de la Wilge.

## Cours
Elle prend sa source à une cinquantaine de kilomètres au nord-est de Harrismith, à la frontière avec le KwaZulu-Natal. Dans son cours supérieur, la rivière se dirige vers le sud-ouest, puis vire à l'ouest quand elle arrive au nord de Harrismith, contournant le bord méridional du Platberg d'où elle est rejointe par la rivière Nuwejaarspruit.
Plus au nord, c'est l'Elands River qui l'a rejointe sur sa rive gauche. Puis la Meul River et la Cornelis River font leur jonction sur sa rive droite. La Wilge continue sa course en direction du nord-nord-ouest, est rejointe par la Liebenbergsvlei sur sa gauche alors qu'elle traverse la région de Frankfort, puis continue vers le nord-ouest jusqu'à ce qu'elle se jette finalement dans le Vaal en aval du Vaal Dam.

## Barrages sur son bassin
- Le Sterkfontein Dam et le Driekloof Dam sur la Nuwejaarspruit. Le Sterkfontein est le troisième plus grand barrage d'Afrique du Sud. Presque toute l'eau qu'il contient est pompée dans les massifs du KwaZulu-Natal. Construit avant que le Lesotho High Water Project ne fût lancé, il est une source vitale en ce qui concerne l'approvisionnement en eau du Gauteng.
- Le Fika-Patso Dam, sur l'Elands River.